# Liptovský Trnovec
Liptovský Trnovec (in ungherese Tarnóc) è un comune della Slovacchia facente parte del distretto di Liptovský Mikuláš, nella regione di Žilina.